# هاينريخ غومبرز
هاينريخ غومبرز (بالألمانية: Heinrich Gomperz)‏، فيلسوف نمساوي، من مواليد 18 يناير 1873 بمدينة فيينا النمساوية. ابن الفيلسوف و الفقيه اللغوي تيودور غومبرز، نشر دراسات حول تصور الحياة والحرية الداخلية في الفلسفة اليونانية سنة 1904، وحول الفلسفة الهندية عام 1925. توفي هاينريخ في 27 ديسمبر 1942 بمدينة لوس أنجلوس الأمريكية.